# Унтервальдгаузен
Унтервальдгаузен (нім. Unterwaldhausen) — громада в Німеччині, знаходиться в землі Баден-Вюртемберг. Підпорядковується адміністративному округу Тюбінген. Входить до складу району Равенсбург.
Площа — 4,11 км2. Населення становить 285 ос. (станом на 31 грудня 2020).